# Vittore Ugo Righi
Vittore Ugo Righi (Gualdo Tadino, 23 marzo 1910 – 28 aprile 1980) è stato un vescovo cattolico e diplomatico italiano.

## Biografia
Fu ordinato presbitero il 24 giugno 1933. Ordinato vescovo nel 1961, venne eletto titolare della Diocesi di Bilta il 14 ottobre 1961.
Venne nominato Internunzio apostolico in Iran e quindi Nunzio apostolico in Paraguay il 1º febbraio 1964.
Venne trasferito come ufficiale alla Segreteria di Stato nel 1967.
Partecipò alle sessioni prima, seconda e quarta del Concilio Vaticano II.

## Genealogia episcopale e successione apostolica
La genealogia episcopale è:
- Cardinale Scipione Rebiba
- Cardinale Giulio Antonio Santori
- Cardinale Girolamo Bernerio, O.P.
- Arcivescovo Galeazzo Sanvitale
- Cardinale Ludovico Ludovisi
- Cardinale Luigi Caetani
- Cardinale Ulderico Carpegna
- Cardinale Paluzzo Paluzzi Altieri degli Albertoni
- Papa Benedetto XIII
- Papa Benedetto XIV
- Papa Clemente XIII
- Cardinale Marcantonio Colonna
- Cardinale Giacinto Sigismondo Gerdil, B.
- Cardinale Giulio Maria della Somaglia
- Cardinale Carlo Odescalchi, S.I.
- Vescovo Eugène de Mazenod, O.M.I.
- Cardinale Joseph Hippolyte Guibert, O.M.I.
- Cardinale François-Marie-Benjamin Richard
- Cardinale Pietro Gasparri
- Cardinale Francesco Marchetti Selvaggiani
- Cardinale Luigi Traglia
- Arcivescovo Vittore Ugo Righi

La successione apostolica è:
- Vescovo Juan Moleón Andreu (1967)